# 阮瑨
阮瑨（越南语：／；1893年—？年），越南阮朝官員。

## 生平
阮瑨是乂安省英山府南壇縣林盛總長葛社常春村（今屬乂安省南壇縣南葛社）人，成泰五年（1893年）出生，曾在鄉試中考中秀才。啟定四年（1919年），阮朝開最後一科會試，阮瑨以秀才身份應試，庭試考中副榜。後任工部承派。

## 腳注
1. ↑  《南風雜誌》第24期漢文版《今科庭試中選甲乙芳名》稱“年庚癸巳二十七歲”，則阮瑨生年為1893年；《國朝登科錄》作“三十三”，則阮瑨生年為1887年，疑似與下一名阮玉璜年齡相混，今從《南風雜誌》。